# Sophie Galabru
Pour les articles homonymes, voir Galabru (homonymie).
Sophie Galabru, née le 15 janvier 1990 à Paris, est une philosophe et écrivaine française. Elle est la fille de Jean Galabru et la petite-fille de Michel Galabru.

## Parcours
Après des études en classes préparatoires au lycée Louis-le-Grand, elle choisit de s'inscrire à l'université Paris 1 Panthéon-Sorbonne en licence, puis en master au cours duquel elle suit les cours de théâtre de son père et de son grand-père.
Reçue à l'agrégation de philosophie en 2014, Sophie Galabru soutient une thèse de philosophie sous la direction de Renaud Barbaras intitulée  Emmanuel Levinas : le temps à l’œuvre,  publiée en 2020. Elle intègre le Laboratoire Pays Germaniques (UMR 854) CNRS/ENS comme chercheuse-associée, tout en enseignant la philosophie dans un lycée des Yvelines et à l'Université Paris-1 Panthéon-Sorbonne.

## Écrits
Par ordre chronologique :
- Tout est comédie!, co-écrit avec Michel Galabru, 2013.
- Le temps à l’œuvre - Sur la pensée d'Emmanuel Levinas, thèse d'Université, préface de Renaud Barbaras, Hermann, 2020
- Le visage de nos colères, Flammarion, 2022, prix lycéen du livre de philosophie.
- Faire famille - Une philosophie des liens, Allary éditions, 2023
- Nos dernières fois - Défier la nostalgie, Allary éditions, 2025[7].

## Entretiens
- Les saines colères de Sophie Galabru, la petite-fille, entretien avec Thierry Richard pour Ouest France, le 18 juin 2022[5]
- Une dernière fois n'est pas forcément une fin absolue, entretien avec Pascale Fournier, in La Vie n°4147 du 20 février 2025, pp. 66-68.
- La retraite, une conception déprimante et à rebours de ce qu'il faut proposer pour cultiver une forme de vitalité, entretien diffusé dans l'émission Matin première de la RTBF, le 27 février 2025[8].

## Divers
Sophie Galabru a réalisé plusieurs vidéos sur Youtube dans la collection Brut philo, dont : 
- La colère, une émotion vitale[9].
- Comment vivre nos dernières fois[10].
- Entretien "Libre à vous"[11].